# War Industries Board

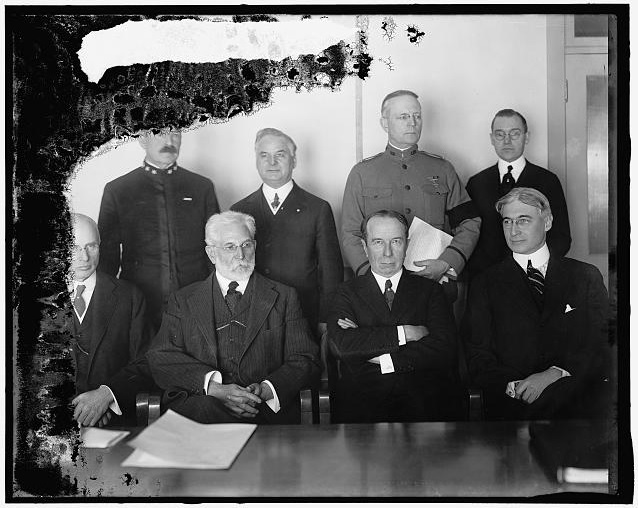
War Industries Board

O War Industries Board (WIB) foi uma agência do governo dos Estados Unidos criada em 28 de julho de 1917, durante a Primeira Guerra Mundial, para coordenar a compra de suprimentos de guerra entre o Departamento de Guerra (Departamento do Exército) e o Departamento da Marinha. Porque o Departamento de Defesa dos Estados Unidos (O Pentágono) só viria a existir em 1947, esta foi uma organização ad hoc para promover a cooperação entre o Exército e a Marinha (no que diz respeito às compras), foi fundado pelo Conselho da Defesa Nacional (que por sua vez passou a existir pelo projeto de lei de apropriação de agosto de 1916). O War Industries Board foi precedido pelo Conselho Geral de Munições - que não tinha a autoridade necessária e mais tarde foi fortalecido e transformado no WIB.